# Genouillé
|  | Per a altres significats, vegeu «Genouillé (Viena)». |

Genouillé és un municipi francès al departament de la Charanta Marítima i a la regió de Nova Aquitània. L'any 2007 tenia 757 habitants.

## Demografia

### Població
El 2007 la població de fet de Genouillé era de 757 persones. Hi havia 296 famílies de les quals 56 eren unipersonals (36 homes vivint sols i 20 dones vivint soles), 112 parelles sense fills, 116 parelles amb fills i 12 famílies monoparentals amb fills.
La població ha evolucionat segons el següent gràfic:

### Habitatges
El 2007 hi havia 355 habitatges, 295 eren l'habitatge principal de la família, 34 eren segones residències i 26 estaven desocupats. 347 eren cases i 5 eren apartaments. Dels 295 habitatges principals, 250 estaven ocupats pels seus propietaris, 34 estaven llogats i ocupats pels llogaters i 11 estaven cedits a títol gratuït; 1 tenia una cambra, 12 en tenien dues, 37 en tenien tres, 60 en tenien quatre i 185 en tenien cinc o més. 238 habitatges disposaven pel capbaix d'una plaça de pàrquing. A 115 habitatges hi havia un automòbil i a 158 n'hi havia dos o més.

### Piràmide de població
La piràmide de població per edats i sexe el 2009 era:
| Homes | Edats   | Dones |
| ----- | ------- | ----- |
| 0     | 95 o +  | 0     |
| 0     | 90 a 94 | 0     |
| 0     | 85 a 89 | 8     |
| 8     | 80 a 84 | 0     |
| 12    | 75 a 79 | 4     |
| 24    | 70 a 74 | 4     |
| 28    | 65 a 69 | 40    |
| 12    | 60 a 64 | 16    |
| 16    | 55 a 59 | 12    |
| 24    | 50 a 54 | 16    |
| 12    | 45 a 49 | 16    |
| 20    | 40 a 44 | 20    |
| 20    | 35 a 39 | 20    |
| 32    | 30 a 34 | 20    |
| 12    | 25 a 29 | 28    |
| 4     | 20 a 24 | 16    |
| 8     | 15 a 19 | 28    |
| 24    | 10 a 14 | 16    |
| 32    | 5 a 9   | 16    |
| 40    | 0 a 4   | 12    |

## Economia
El 2007 la població en edat de treballar era de 469 persones, 373 eren actives i 96 eren inactives. De les 373 persones actives 337 estaven ocupades (182 homes i 155 dones) i 36 estaven aturades (13 homes i 23 dones). De les 96 persones inactives 41 estaven jubilades, 29 estaven estudiant i 26 estaven classificades com a «altres inactius».

### Ingressos
El 2009 a Genouillé hi havia 298 unitats fiscals que integraven 775,5 persones, la mediana anual d'ingressos fiscals per persona era de 16.784 €.

### Activitats econòmiques
Dels 27 establiments que hi havia el 2007, 8 eren d'empreses de construcció, 2 d'empreses de comerç i reparació d'automòbils, 1 d'una empresa de transport, 5 d'empreses d'hostatgeria i restauració, 1 d'una empresa d'informació i comunicació, 2 d'empreses financeres, 2 d'empreses immobiliàries, 5 d'empreses de serveis i 1 d'una entitat de l'administració pública.
Dels 12 establiments de servei als particulars que hi havia el 2009, 1 era una oficina de correu, 2 paletes, 1 guixaire pintor, 3 fusteries, 1 lampisteria, 1 empresa de construcció, 2 restaurants i 1 agència immobiliària.
L'únic establiment comercial que hi havia el 2009 era una carnisseria.
L'any 2000 a Genouillé hi havia 35 explotacions agrícoles que ocupaven un total de 2.825 hectàrees.

## Equipaments sanitaris i escolars
El 2009 hi havia una escola elemental integrada dins d'un grup escolar amb les comunes properes formant una escola dispersa.

## Poblacions properes
El següent diagrama mostra les poblacions més properes.